# Grzegorz Lato
Grzegorz Bolesław Lato (Malbork, 8 de abril de 1950) é um político e ex-futebolista polonês, artilheiro da Copa do Mundo de 1974.
Lato era dono do recorde de convocações para a Seleção Polonesa de Futebol. Foram 100 entre 1971 e 1984; e marcou 45 gols, sendo o terceiro artilheiro atrás apenas de Włodzimierz Lubański (48) e Robert Lewandowski (78). Além da Copa de 74, quando ele marcou sete vezes uma das quais contra a Seleção Brasileira na decisão do terceiro lugar, Lato também participou das Copas de 78 e 82.
Ajudou a Polônia a conquistar a Medalha de Ouro nas Olimpíadas de 1972 e a prata em 1976.
Grzegorz Lato jogou a maior parte da sua carreira no Stal Mielec e conquistou pelo clube a Orange Ekstraklasa em 1973 e 1976. Aos 30 anos obteve autorização da Associação Polonesa de Futebol e se transferiu para o KSC Lokeren, da Bélgica.
Encerrou sua carreira no México, na temporada 1982-83 jogando pelo Atlante, quando marcou 15 gols. Depois jogou ainda no Canadá, pelo Polonia Hamilton e num time de masters em Hamilton, Ontario.

## Política
Grzegorz Lato foi senador na Polônia de 2001 a 2005.

## Títulos
Stal Mielec
- Campeonato Polonês: 1972—73 e 1975-—76

Atlante
- Liga dos Campeões da CONCACAF: 1983

Seleção polonesa
- Jogos Olímpicos: 1974

### Campanhas em destaque
Stal Mielec
- Vice-campeão da Copa da Polônia: 1976

Lokeren
- Vice-campeão da Copa da Bélgica: 1981

Seleção polonesa
- Jogos Olímpicos - Medalha de Prata: 1976

- Copa do Mundo da FIFA - terceiro lugar: 1974 e 1982

### Artilharias
- Campeonato Polonês: 1972—73 (13 gols) e 1975—76 (19 gols)

- Copa do Mundo FIFA: 1974 (7 gols)

### Prêmios individuais
- Chuteira de Ouro da Copa do Mundo FIFA: 1974

- Seleção da Copa do Mundo FIFA: 1974

- Piłka Nożna Jogador do Ano: 1977 e 1981